# 古丁縣
古丁縣（英語：Gooding County）是美國愛達荷州中部的一個縣。面積1,901平方公里。根據美國人口調查局2005年估計，人口14,461人（美國2000年人口普查為14,155人）。縣治古丁。
成立於1913年1月28日。縣名紀念第七任州長、參議員法蘭克·羅伯特·古丁（Frank R. Gooding）。